# 왔다! 장보리
《왔다! 장보리》는 2014년 4월 5일부터 2014년 10월 12일까지 방영한 MBC 주말 드라마이다.
어머니의 경쟁 구도와 양딸은 가질 수 없는 재능을 친딸이 가지고 있다는 설정 등이 《신들의 만찬》, 《반짝반짝 빛나는》 등과 유사하다는 지적이 있었다.

## 기획 의도
친딸과 양딸이라는 신분의 뒤바뀜으로, 극도의 갈등 상황에 놓이게 되는 두 딸과 두 어머니의 이야기

## 등장인물

### 주요 인물
- 오연서 : 장은비/도보리/장보리 역[3] (아역 유은미)

가장 아름다운 옷이 아닌, 가장 따뜻한 옷을 만들고 싶은.. ‘유쾌·상쾌·통쾌’한 그녀.
이 드라마의 여자 주인공.
콧구멍 씰룩거리며 개그맨 흉내를 내는 엽기적인 그녀. 김인화와 장교수의 친딸로 진짜 이름은 장은비였지만 이십년전 그날, 그 사건을 목격하고 길을 잃고 헤매다 도씨 차에 부딪혀 정신을 잃는 바람에, 그 후 보리라는 이름으로 도씨와 함께 살게 됐다. 촌스러운 단발머리에, 성질 급하고, 늘 뛰어다니느라 무릎이 성할 날이 없고, 배고픈건 죽어도 못 참는 폭식 끝판왕! 친부모를 만나고 비술채에 입성하게 되면서 주워온 천덕꾸러기 양딸에서 한복전문가 외동딸로 인생이 완전히 뒤바뀌게 된다. 타고난 재능과 한복에 대한 열정으로 우리나라 최고의 한복 장인이 된다. 마지막회에서는 재화와 부부가 된다.
- 김지훈 : 이재화 역[4] (아역 정윤석)

"사무실 안에서만 검사지, 나오면 그냥.. 피 끓는 남자 아냐?”
이 드라마의 남자 주인공.
동후의 큰아들로 검사이다. 친엄마가 병으로 돌아가시고, 두달도 안되서.. 새엄마라는 사람이 두 살 아래 남자아이와 뱃속에 아이를 가진 채 집에 들어왔다. 그때부터 재화는 속없이 웃으며 뭐든 책임 안지고 요리조리 피해다니는 뺀질이가 되었지만, 대충 넘기는 웃음 안에는 집안 식구들과 섞이지 못하는 외로움이 있다. 여자 문제로 몇 번 사고를 치고 장흥에서 보리의 친구에게 집적거리다가 보리와 악연으로 엮인다. 서울에서 다시 만난 장보리가 박수미의 친손녀임을 알게되며 그녀에게 에티켓 과외 수업을 해주다 연인 사이로 발전하게 된다. 재화는 보리를 만나고부터 세상이 달라졌고 그녀를 위해 한복에 관심을 갖게 되면서 날라리 검사에서 염색장 전수자로 새로 태어나게 된다. 마지막회에 보리가 부부가 되고 보리와 같이 산다.
- 이유리 : 연민정 역[5] (아역 신수연)

"난 열심히 산 죄밖에 없어. 좋은 부모 밑에서 태어나지 못한 건, 내 잘못이 아니잖아!"
이 드라마의 서브 여자 주인공이자 메인 악녀이며 최종 보스.
도씨의 친딸이자 김인화와 장교수의 양딸로, 컬러 맞추는 감각과 원단 고르는 안목이 탁월하고, 여성스럽고, 애교 많고 얼핏 보기엔 맘 여리고 한없이 착해보이며 외모 또한 빼어나 누구에게나 호감을 얻는다. 어릴적 가난이 죽기보다 싫었던 민정은 우연한 기회에 장교수와 인화를 만나 얼떨결에 자신을 고아로 소개했고 그 후 민정을 안쓰럽게 여긴 인화의 후원을 받아 서울로 전학, 훗날 양딸까지 된다. 자신이 꿈꾸던 삶을 이룬 것도 잠시! 인화 부부에게 친딸이 찾아오고.. 그 딸은 어릴적 자신이 구박했던 천덕꾸러기 보리였다. 보리 때문에 사랑도 성공도 위협받자, 보리와 끝없이 대립한다. 보리가 경합에서 이겨서 우승하자 보리에게 당한 후 재희와 별장에서 만나게 되지만 재희가 자동차키와 반지를 불구덩이에 넣은 후 경찰까지 불러내 차를 타고 가버린다. 민정과 이혼을 하게 되는데 보리와 재화랑 같이 살게 된다.
- 오창석 : 이재희 역[6] (아역 조현도)

“난 형 하고는 뼛속부터 다른 놈이야. 물 한잔 마시는 것도 철저한 계산과 계획 하에 움직이니깐...”
이 드라마의 서브 남자 주인공이자 설정상으로는 악역이나 실제로는 작중 최고의 호구.
무서울만큼 냉철하고, 이성적이고, 시니컬한 말투에 부와 명예에 대한 야심이 대단한 인물. 첩이였던 엄마와 같이 살다가 여덟살 때 엄마 손을 잡고 당당하게 아빠의 집에 들어왔고 아빠의 본부인 자식인 두 살 터울의 형은 텃세를 부리기는 커녕 자기에게 본인 것도 양보해준 덕에 형과의 한집살이는 나쁘지 않았다. 미용사였던 엄마의 대한 컴플렉스가 있어, 자신은 누구도 우습게 보지 못하게 포장하려고 애쓴다. 확실한 성과를 위해선 수단과 방법은 중요하지 않다고 믿는, 저돌적이고 물불 안가리는 경영 스타일의 소유자로 보리 덕분에 점점 달라지는 형과 대립하게 되며, 그룹의 확실한 후계자 자리를 위해 화연의 반대에도 민정과 결혼한다. 민정이 회사에서 문지상을 죽였다고 거짓 누명까지 쓰자 아버지 동후의 도움으로 민정의 누명을 벗은 후 민정에게 회사에서 포기각서를 싸인하라고 했다. 민정이 형사처벌을 받으려고 포기각서를 쓴 후 회사와 집을 어떻게 할 필요없다고 했고, 마지막회에서는 민정이 운영한 가게를 찾아서 민정을 보고 다시는 찾아오지 말라고 끝났다고 한다.

### 비술채
- 김용림 : 박수미 역

비술채의 수장으로 초대 침선장. 전통 한복의 맥을 고스란히 이어온 인간 문화재. 한복 짓는 일에 대해선 한치의 실수도 용납 못하는 깐깐한 성격. 보리가 처음 집에 들어왔을땐 행동이 천박하다고 꺼렸고, 그래서 재화한테 가정교사까지 맡겼지만 나중엔 든든한 후견인이 되어준다.
- 김혜옥 : 김인화 역 (아역 박서연)

박수미의 둘째 며느리로 수봉의 부인으로 옥수와는 침선방의 라이벌. 우아하고 기품 있고, 물도 씻어 먹게 깔끔해 보이지만, 지독하게도 가난한 집의 큰딸이었다. 열아홉 살 때부터 박수미의 제자로 들어와 집안 허드렛일까지 다해가며 바느질을 배웠고 수미를 이어 침선장이 되는 게 목표인 야심 찬 인물. 딸인 은비를 잃어버리고 민정을 양딸로 삼아 온 마음으로 사랑하려고 노력한다.
- 양미경 : 송옥수 역

박수미의 큰 며느리, 희봉의 아내. 박수미가 가장 아끼는 수제자로 박수미도 인정한 매듭의 일인자. 남편이 죽고 비술채에서 나와 시골에서 바느질을 하며 살다가 나중에 보리의 바느질 선생이 된다. 인화를 증오하면서도, 인화의 딸 보리에게만큼은 한없이 너그럽다.
- 안내상 : 장수봉 역

박수미의 둘째 아들, 인화의 남편으로 동양 화가이자 대학교수. 훌륭한 인격을 가진 효자에, 합리적이며, 남자답고 호탕하지만, 예술가로서 까칠하고 예민한 구석도 있다. 원래 정혼자가 있었지만, 인화의 구애에 넘어가 결국 인화를 선택해 어머니와 갈등을 빚었다. 유난히 사랑했던 외동딸을 잃어버린 후로, 평생을 힘겨운 삶을 산다.
- 정원중 : 장희봉 역 (특별출연)

박수미의 큰아들로 송옥수의 남편. 아내인 옥수에 대한 사랑이 지극했고, 동생 장교수도 끔찍히 아꼈다. 차가 빗길에 미끄러지자, 본능적으로 옥수를 감싸 안아 아내의 목숨을 구하고, 자신은 그 자리에서 죽는다.
- 전인택 : 박종하 역

비술채의 염색장. 어린 나이에 박수미 제자로 들어와 고생하는 인화를 짝사랑하고, 순정을 다 바쳐 도와준다. 인화의 동생들까지도 돌봐주고, 인화의 대해 평생 헌신적인 사랑을 한다. 20년 전 사고의 진실을, 인화와 함께 전부 다 알고 있는 인물.

### 패션그룹 형지
- 한진희 : 이동후 역

패션그룹 형지 회장. 재화, 재희, 가을 3남매의 아버지. 독선적이고, 입이 걸고, 모든 게 자기 뜻대로 안되면 참을 줄 모르는 다혈질. 부인과 자식들 일에 매사 간섭하며 괴롭힌다. 아들들 카드 값까지 감시하며 휘어 잡고 살지만, 가을이한테만은 완벽한 딸 바보. 수미에 대한 존경심이 남다르다.
- 금보라 : 이화연 역

동후의 부인. 재희, 가을의 친어머니. 재희를 키우면서 동후의 내연녀로 살다가 동후의 본 부인이 죽자 뱃속에 가을이를 가진 채 동후의 집으로 들어왔다. 전처 소생인 재화를 은근슬쩍 긁으면서도, 동후 앞에선 재희보다도 더 챙기고 위해주는 이중 인격을 보인다. 욕심이 많고, 사치가 심한 데다 입만 열면 무식이 하늘을 찌른다. 그래도 타고난 애교로 다혈질인 동후를 쥐락펴락한다.
- 우희진 : 이정란 역

동후의 여동생. 화연이 싸고도는 재희, 가을보다 첫째 재화의 열렬한 팬이다. 남부러울 거 없는 화연에게 제대로 시누이 시집살이를 시키며 화연 인생에 최대의 웬수로 등극한다. 레스토랑 오너로 주방장으로 채용한 내천과 밀당을 하며 뒤늦은 사랑의 열병을 앓는다.
- 한승연 : 이가을 역

동후의 철부지 막내딸. 모든 남자가 다 자신을 사랑한다고 믿는 심각한 공주병 환자로 지고는 못살고, 원하는 건 다 가져야 하는 막무가내 성격의 소유자이다.

### 그 외 인물
- 황영희 : 도씨(도혜옥) 역

민정의 어머니, 보리의 양어머니. 남편이 진 빚에 쫓겨 결국 고향 장흥으로 야반도주를 하다가 보리를 차에 치게 된 인연으로 키우게 된다. 보리를 딸로서 진심으로 사랑하면서도 보리 가슴에 칼을 꽂고 홀로 괴로워한다. 이화연과는 고등학교 동창이면서 앙숙관계.
- 최대철 : 강내천 역

유천의 형, 전직 깡패 부두목이었지만 현재는 주방장. 일찍 부모가 돌아가시고, 동생인 유천을 자식처럼 돌봤다. 의리로는 따를 자가 없고, 여자에 대한 순정 또한 다이아몬드 1급 정품이다.
- 성혁 : 문지상 역

민정의 첫사랑, 민정한테 버림받은 후, 다니던 회사를 때려치우고, 미래그룹 본부장 재희의 비서로 들어가 민정의 행복에 제동을 건다.
- 건일 : 강유천 역

내천의 동생. 보리의 어릴 때부터 단짝으로 어울려 놀던 친구로 나이 차이가 많이 나는 형을 부모처럼 따른다. 재화의 연수원 동기이면서 후배. 의리있고 싸움도 잘하고, 남자다운 기질이 다분한 상남자!
- 김지영 : 장비단 역

보리의 딸, 5세. 고아원에 버려질뻔했던 아이였지만 보리 덕분에 보리의 딸로 자란다. 사투리 쓰는거나, 말투나, 얼굴 표정이나 보리랑 판박이처럼 똑같아 보고있으면 저절로 웃음이 나오는 여자아이. 처음엔 재화와 천적처럼 으르렁대며 지내다가 나중엔 보리와 재화를 연결시켜주는 역할을 톡톡히 한다.
- 임도윤 : 영숙 역 - 보리의 장흥 친구
- 이동하 : 김현채 역 - 김인화의 동생이자 대형 연예기획사 대표
- 이현걸 : 강내천의 부하 역
- 임치우 : 김상현 역 - 강내천 부하
- 김정하 : 김 선생 역
- 최한나 : 어린시절 재희의 담임선생님 역
- 오지연 : 어린시절 보리의 담임선생님 역
- 김기준 : 대학교 학장 역
- 권자영 : 비술채 메인조수 역
- 배수현
- 송경화 : 재화의 어머니 역
- 현숙희 : 침선장 역
- 손희순 : 침선장 역
- 김미량 : 침선장 역
- 이선민 : 침선장 역
- 이종구 : 박물관 관장 역
- 김묘정
- 이관영
- 유필란 : 김인화의 어머니 역
- 김상일
- 김봉수 : 중국집 손님 역
- 오승찬
- 이재순
- 김봉란
- 이주연
- 주부진 : 한복을 빌려달라는 여자 역
- 신원우 : 비술채 경합대회 관계자 역
- 임강헌
- 김현숙
- 설지윤 : 청담동 웨딩샵 사장 역
- 강민주
- 최인숙 : 비술채 한복을 사려는 여자 역
- 이설구 : 사채업자 역
- 이두경 : 사채업자 역
- 최현준 : 사채업자 역
- 현정애 : 슈퍼 주인 역
- 박설영 : 결혼식장에서 비술채 한복을 입은 여자 역
- 오기환 : 경찰 역
- 손영순 : 전주어르신 역
- 최익준
- 민병애 : 모텔 사장 역
- 노수정
- 정대용
- 신재도
- 김영철
- 김선녀 : 도씨의 친구 역
- 이승훈
- 성현준
- 최남욱
- 정혜정
- 이연정
- 박성균 : 오 비서 역
- 고유미 : 정장매장 직원 역
- 김추월 : 가게 사장 역
- 김보민
- 김지선
- 유옥주 : 한복점 사장 역
- 진현광
- 정현석 : 지하철 역무원 역
- 전금한 : 경비원 역
- 유영복 : 경비원 역
- 홍재성 : 검사실 사무장 역
- 김주아 : 비술채 조수 역
- 이선영
- 최효상 : 검찰 지청장 역
- 지성근 : 술 취한 손님 역
- 이성재
- 장지혜
- 최혜정
- 이한샘 : 의류매장 손님 역
- 김윤주
- 최민금 : 서촌 오씨 역
- 박정민 : 실종아동센터 담당 형사 역
- 조선옥 : 의류매장 매니저 역
- 고진명 : 폭행으로 고소당한 남자 역
- 오경민 : 내천의 부하 역
- 백종건 : 내천의 부하 역
- 신준영 : 흑곰 역 - 강내천의 반대파 두목
- 신주호 : 흑곰의 오른팔 역
- 김건호 : 도씨네 가게 손님 역
- 한춘일 : 도씨네 가게 손님 역
- 이두석 : 의사 역
- 최효현
- 이은주
- 남상란 : 재화의 맞선녀 역
- 김지은 : 재화의 맞선녀 역
- 이정호 : 채유라의 매니저 역
- 장영주
- 고건영
- 석동혁
- 김은해
- 윤미향 : 무속인 역
- 이진목 : 택시기사 역
- 동윤석 : 경찰 역
- 곽영재 : 형사 역
- 여운복 : 형사 역
- 남진복
- 조성환
- 강혜림
- 김문건
- 이단비
- 권영경 : 강 선생 역
- 이재은 : 오 선생 역
- 김인정
- 공재원 : 의사 역
- 손정림 : 약사 역
- 곽현 : 형사 역
- 임민지
- 손영하
- 김재철 : 읍사무소 직원 역
- 서민경 : 장흥 동네 주민 역
- 박미나
- 최우영
- 김희라 : 포장마차 주인 역
- 오중석
- 이준희 : 마트 직원 역
- 이성주 : 의사 역
- 김지원
- 안혜원
- 한여울 : 산부인과 간호사 역
- 홍혜령
- 성현미
- 정희
- 이대승
- 서정주 : 학교 선생님 역
- 박은영 : 건물주 역
- 서진욱 : 부장검사 역 - 재희의 고등학교 선배
- 김아라
- 한동환 : 검사실 사무장 역
- 이예린
- 박영수 : 중국집 사장 역
- 오태연 : '하우스전자'의 딸 역
- 조윤서 : 조수연 역[7] - 이 드라마의 서브 빌런이자 중간 보스. 재화의 맞선녀이자 약혼녀
- 원종례 : '하우스전자'의 사모님 역
- 정수인 : 비단의 유치원 선생님 역
- 주동희 : 보안직원 역
- 장대웅
- 최민지
- 이승민
- 서보익 : 실종아동센터 담당 형사 역
- 민준현 : 형사 역
- 한창현 : 형사 역
- 나승현
- 염정구
- 김나연 : 놀이공원에서 새치기한 아이의 엄마 역
- 박미숙 : 진희 역 - 민정의 친구
- 서지미 : 웨딩플래너 역
- 강민정 : 민정의 친구 역
- 최소은 : 민정의 친구 역
- 홍솔
- 하성종
- 이윤상 : 의사 역
- 박서현 : 오 팀장 역 - 디자인팀 팀장
- 신태건
- 박성택 : 형사 역
- 윤영목 : 형사 역
- 문경민 : 공장 경비원 역
- 김춘기
- 강철성 : 경찰 역
- 이종성 : 경찰 역
- 김효명 : 휴게소 직원 역
- 전해룡
- 길시은
- 신범식 : 조폭 역
- 최나무 : 휴게소 직원 역
- 엄태옥
- 윤정미
- 박건락
- 김성훈 : 박 검사 역
- 윤종원
- 김현정 : 아이 옷가게 직원 역
- 장문규 : 공항 보안직원 역
- 조성만
- 김훈호 : 이동후의 운전기사 역
- 임정옥
- 성현미 : 모텔 주인 역
- 고태연
- 박서연 : 동네 주민 역
- 차기주 : 조 변호사 역 - 패션그룹 '형지'의 법무팀 변호사
- 조성희 : 의사 역
- 박숙영 : 동네 주민 역
- 하진우 : 구급대원 역
- 정나진 : 창고 직원 역
- 이정수
- 이병철 : 창고 경비원 역
- 성인자 : 쑥집 주인 역
- 이혜라 : 산부인과 의사 역
- 김현
- 박수연 : 김 간호사 역
- 윤미하 : 간호사 역
- 김재흠 : 택시기사 역
- 신정윤 : 실종아동센터 담당 형사 역
- 정병호 : 패션그룹 '형지'의 이사 역
- 김태영 : 패션그룹 '형지'의 이사 역
- 강수영
- 김주희
- 김진양 : 침선장 역
- 변지원
- 윤정희
- 김은희
- 최현수
- 손인용 : 의사 역
- 박술녀 : 침선장 역
- 김하영 : 영어학원 선생님 역
- 신지연 : 비단의 영어학원 친구 엄마 역
- 염수진
- 정승우
- 노진영 : 형사 역
- 신재도 : 국밥집 손님 역
- 박선희
- 백애경
- 최교식 : 택시기사 역
- 천소라 : 침선 제자 역
- 민상우 : 의사 역
- 이유리 : 민소희 역 - 유치원 선생님

### 아역
- 정재혁
- 안성훈 : 민호 역 - 재희와 같은반 동급생
- 정수범 : 민호의 친구 역
- 이채은 : 민정의 친구 역
- 김채원 : 민정의 친구 역
- 백승호 : 중국집 손님의 손자 역
- 이수혁
- 윤채은
- 도아란
- 정혜은
- 지대건 : 엄마에게 혼나는 아이 역
- 김건 : 영숙의 아들 역
- 신린아 : 영숙의 딸 역
- 이현빈 : 놀이공원에서 새치기한 아이 역
- 설우형 : 강생명 역 - 강내천과 이정란의 아들, 태명은 생명이
- 김민서 : 비단의 영어학원 친구 역

### 특별출연
- 황석정 : 민호의 어머니 역 - 집주인의 부인 (1회)
- 오승아 : 채유라 역 - 패션 그룹 형지의 전속 모델 (11~13회)
- 윙크 : 진희, 선희 자매 역 - 비술채 제자 (19회)
- 타히티 : 가수 역 (19회)
- 이영란 : 영부인 역 (28~29회, 46회, 50~51회)
- 헤일로 : 가수 역 (42회)

## 시청률
최저 시청률과 최고 시청률은 시청률 조사회사와 지역별로 시청률에 차이가 있을 수 있습니다.
| 2014년      | 2014년      | 2014년         | 2014년       | 2014년         | 2014년       |
| 회차        | 방송일      | TNmS 시청률    | TNmS 시청률  | AGB 시청률     | AGB 시청률   |
| 회차        | 방송일      | 대한민국(전국) | 서울(수도권) | 대한민국(전국) | 서울(수도권) |
| ----------- | ----------- | -------------- | ------------ | -------------- | ------------ |
| 제1회       | 4월 5일     | 10.9%          | 12.9%        | 9.8%           | 10.0%        |
| 제2회       | 4월 6일     | 13.0%          | 15.7%        | 12.5%          | 13.4%        |
| 제3회       | 4월 12일    | 11.8%          | 13.7%        | 11.9%          | 13.0%        |
| 제4회       | 4월 13일    | 12.3%          | 13.8%        | 12.2%          | 13.0%        |
| 제5회       | 4월 26일    | 9.9%           | 10.6%        | 9.5%           | 10.1%        |
| 제6회       | 4월 27일    | 13.7%          | 14.6%        | 14.3%          | 14.9%        |
| 제7회       | 5월 3일     | 10.9%          | 11.9%        | 9.6%           | 9.8%         |
| 제8회       | 5월 4일     | 12.5%          | 14.2%        | 12.7%          | 13.2%        |
| 제9회       | 5월 10일    | 10.4%          | 11.7%        | 11.1%          | 11.0%        |
| 제10회      | 5월 11일    | 13.4%          | 14.2%        | 13.8%          | 14.2%        |
| 제11회      | 5월 17일    | 10.9%          | 12.0%        | 11.4%          | 11.8%        |
| 제12회      | 5월 18일    | 12.7%          | 14.5%        | 13.5%          | 14.0%        |
| 제13회      | 5월 24일    | 11.9%          | 13.6%        | 12.2%          | 13.1%        |
| 제14회      | 5월 25일    | 14.7%          | 16.5%        | 14.6%          | 14.5%        |
| 제15회      | 5월 31일    | 12.7%          | 14.2%        | 12.5%          | 12.4%        |
| 제16회      | 6월 1일     | 14.4%          | 16.0%        | 14.0%          | 14.3%        |
| 제17회      | 6월 7일     | 12.7%          | 14.4%        | 12.5%          | 12.9%        |
| 제18회      | 6월 8일     | 14.4%          | 16.9%'       | 15.4%          | 16.0%'       |
| 제19회      | 6월 14일    | 13.4%          | 15.7%        | 13.9%          | 14.8%        |
| 제20회      | 6월 15일    | 15.4%          | 16.8%        | 15.7%          | 16.0%        |
| 제21회      | 6월 21일    | 12.6%          | 14.8%        | 15.5%          | 16.0%        |
| 제22회      | 6월 22일    | 16.8%          | 19.7%        | 17.4%          | 17.8%        |
| 제23회      | 6월 28일    | 16.3%          | 18.8%        | 16.9%          | 17.8%        |
| 제24회      | 6월 29일    | 17.2%          | 19.7%        | 16.3%          | 15.9%        |
| 제25회      | 7월 5일     | 15.4%          | 17.6%        | 17.6%          | 18.0%        |
| 제26회      | 7월 6일     | 16.7%          | 19.1%        | 18.0%          | 18.4%        |
| 제27회      | 7월 12일    | 18.0%          | 20.5%        | 18.5%          | 19.5%        |
| 제28회      | 7월 13일    | 20.4%          | 22.5%        | 20.2%          | 20.7%        |
| 제29회      | 7월 19일    | 19.5%          | 22.2%        | 21.1%          | 22.2%        |
| 제30회      | 7월 20일    | 21.8%          | 24.4%        | 23.0%          | 24.3%        |
| 제31회      | 7월 26일    | 19.4%          | 21.7%        | 20.8%          | 22.1%        |
| 제32회      | 7월 27일    | 22.7%          | 26.4%        | 22.8%          | 23.2%        |
| 제33회      | 8월 2일     | 21.8%          | 23.9%        | 22.1%          | 22.1%        |
| 제34회      | 8월 3일     | 24.8%          | 28.6%        | 25.6%          | 26.3%        |
| 제35회      | 8월 9일     | 23.2%          | 25.7%        | 23.5%          | 25.4%        |
| 제36회      | 8월 10일    | 27.0%          | 30.5%        | 27.9%          | 29.6%        |
| 제37회      | 8월 16일    | 25.5%          | 29.1%        | 25.2%          | 26.3%        |
| 제38회      | 8월 17일    | 29.6%          | 34.0%        | 30.4%          | 31.3%        |
| 제39회      | 8월 23일    | 26.9%          | 31.7%        | 26.8%          | 27.5%        |
| 제40회      | 8월 24일    | 30.4%          | 35.3%        | 31.8%          | 32.9%        |
| 제41회      | 8월 30일    | 28.5%          | 31.2%        | 30.2%          | 31.1%        |
| 제42회      | 8월 31일    | 31.9%          | 35.8%        | 33.0%          | 33.7%        |
| 제43회      | 9월 6일     | 29.9%          | 33.0%        | 29.2%          | 29.4%        |
| 제44회      | 9월 7일     | 30.2%          | 34.1%        | 29.5%          | 29.2%        |
| 제45회      | 9월 13일    | 29.7%          | 33.9%        | 29.9%          | 31.5%        |
| 제46회      | 9월 14일    | 30.2%          | 34.7%        | 31.8%          | 33.5%        |
| 제47회      | 9월 20일    | 28.7%          | 31.6%        | 29.8%          | 30.8%        |
| 제48회      | 9월 21일    | 34.2%          | 39.2%        | 37.3%          | 38.6%        |
| 제49회      | 10월 4일    | 32.1%          | 38.0%        | 33.8%          | 36.8%        |
| 제50회      | 10월 5일    | 31.6%          | 37.1%        | 33.4%          | 33.8%        |
| 제51회      | 10월 11일   | 33.4%          | 37.0%        | 33.3%          | 34.0%        |
| 제52회      | 10월 12일   | 35.8%          | 40.4%        | 35.0%          | 35.8%        |
| 평균 시청률 | 평균 시청률 | 20.3%          | 23.1%        | 20.8%          | 21.6%        |

## 결방 및 연장
- 2014년 4월 19일 ~ 4월 20일 : '진도 해상 여객선 침몰' 뉴스 특보로 인해 결방
- 2014년 9월 22일 : 왔다 장보리 방영 분량이 50부작에서 2회 연장되어 52부작으로 변경 및 확정되었다.
- 2014년 9월 27일 ~ 9월 28일 : 2014 인천 아시안게임 야구 준결승/결승 중계방송으로 인한 결방
- 2014년 10월 4일 : 2014 인천 아시안 게임 폐막식 중계방송으로 9시 30분에 방영

## 수상 경력
- 2014년 MBC 연기대상 올해의 드라마상
- 2014년 MBC 연기대상 방송 3사 PD가 뽑은 연기자상, 대상 이유리
- 2014년 MBC 연기대상 연속극부문 남자 최우수연기상 김지훈
- 2014년 MBC 연기대상 연속극부문 여자 최우수연기상 오연서
- 2014년 MBC 연기대상 남자 황금연기상 안내상
- 2014년 MBC 연기대상 여자 황금연기상 김혜옥
- 2014년 MBC 연기대상 작가상 김순옥
- 2014년 MBC 연기대상 아역상 김지영
- 2014년 코리아 드라마 어워즈 여자 최우수상 오연서
- 2014년 에이판 스타 어워즈 남자 우수상 김지훈
- 2014년 에이판 스타 어워즈 여자 아역상 김지영

## 경쟁 프로그램
- 기분 좋은 날 (SBS, 2014년 4월 26일 ~ 2014년 10월 5일)
- 엄마의 선택 (SBS, 2014년 10월 12일)
- 달래 된 장국 (JTBC, 2014년 3월 22일 ~ 2014년 6월 29일)
- 참 좋은 시절 (KBS2, 2014년 2월 22일 ~ 2014년 8월 10일)
- 가족끼리 왜 이래 (KBS2, 2014년 8월 16일 ~ 2015년 2월 15일)

## 참고 사항
- 기획 당시 이유리, 김지훈, 오창석, 우희진, 한승연이 맡았던 연민정, 이재화, 이재희, 이정란, 이가을 역의 이름은 각각 도민정[10], 주찬우, 주상우, 주정란, 주가을[11]이었다.
- 해당 드라마의 인기로 이유리, 오연서는 한국갤럽이 조사한 '올해 가장 활약한 탤런트'에서 각각 2위와 5위를 차지하는 영광을 안았다.[12]
- 해당 드라마는 종영한지 3년 만에 후난위성텔레비전에서 인위우견니라는 제목으로 리메이크 되었고 중국판은 쑨이와 덩룬이 연기하였다
- 한진희와 금보라는 금 나와라, 뚝딱! 이후 7개월 만에 재회했는데, 전작에 이어 내연 관계이다.